# Театральное товарищество 814
«Театра́льное това́рищество 814» — российская антрепризная театральная компания, созданная в Москве в 1995 году по инициативе Олега Меньшикова.
Полное наименование организации — «Региональный общественный фонд содействия организации театральной деятельности „Театральное товарищество 814“».
Адрес театра:  Россия, город Москва, Страстной бульвар, дом 6, строение 2 (станции метро: Чеховская, Пушкинская, Тверская).
Иногда спектакли исполняются на сцене Театра имени Моссовета.

## Деятельность организации
С театральной компанией сотрудничают как свободные актёры, так и актёры репертуарных театров. Среди них: Виктор Сухоруков, Тимофей Трибунцев, Марат Башаров, Сергей Колтаков, Анна Дубровская, Оксана Мысина, Алексей Горбунов, Наталья Швец, Татьяна Бреславская, Елена Цыплакова, Никита Татаренков, Александр Сирин, Максим Браматкин, Александр Усов и другие актёры.
В 2002 году «Театральное товарищество 814» стало учредителем нового ежегодного конкурса для театральных критиков. Победителям конкурса вручается профессиональная театральная премия имени Александра Кугеля, соответствующий диплом и значок в виде золотого пера.
Театр много гастролирует по многим городам провинциальной России, не обойдены вниманием и Санкт-Петербург, Рига, Челябинск, Саратов, Тель-Авив, города Сибири.

## Театральные постановки
На счету театральной компании «Театральное товарищество 814» следующие спектакли:
- 1998 — «Горе от ума» А. С. Грибоедова. Режиссёр: Олег Меньшиков[4][5].
- 2000 — «Кухня» М. А. Курочкина. Режиссёр: Олег Меньшиков[6].
- 2001 — «Игроки» Н. В. Гоголя. Режиссёр: Олег Меньшиков[7].
- 2003 — «Демон» по поэме М. Ю. Лермонтова «Демон». Режиссёр: Кирилл Серебренников[8].
- 2006 — «Сны Родиона Раскольникова». Режиссёр: Павел Сафонов[9][10].
- 2008 — «1900», моноспектакль в исполнении Олега Меньшикова, текст Алессандро Барикко, режиссёром является вся творческая группа «Театрального товарищества 814»[11]. Премьера состоялась 15-16 мая 2008 года в рамках фестиваля «Черешневый лес» на сцене Театра имени Моссовета[12].

## Критика
- «Об этом спектакле („Горе от ума“) сказать что-нибудь непросто — ни хорошее, ни плохое. Обычный, на мой взгляд, спектакль. Единственное формально необычное — режиссёр и исполнитель главной роли Олег Меньшиков. Плюс Екатерина Васильева в роли Хлестовой. … По-моему, это спектакль, который смотреть можно, но по большому счету необязательно»[4].
- «Постановка Олега Меньшикова „Горе от ума“ — театральный бестселлер последних лет. Спектакль, которого долго ждали и который по-настоящему полюбили зрители. Свидетельство тому — непрекращающиеся аншлаги. … Режиссёрский дебют одного из самых ярких актёров российского театра и кино, несмотря на некоторые скептические прогнозы, оказался более чем удачным, и вот под занавес театрального сезона 2000 года Олег Меньшиков преподносит зрителям очередной сюрприз. На пике популярности и в зените славы спектакль „Театрального товарищества 814“ „Горе от ума“ уходит со сцены навсегда»[4].
- «Энергия постановщика уходит на иллюстрации, не задевающие драматического ядра поэмы. На выдумывание занятий четвёрке полуголых „чертей“ — то скрутит их в танцмодерн, только пыль столбом, от неё публика весь спектакль чихает и чешется; то подвесит за ноги в качестве адских грешников перед самым зрительским носом — драматично, слов нет, но послеоперационный рубец у одного на животе всё ж посильнее. Потому что он настоящий. Остальное — муляж»[13].
- «… Любопытно было посмотреть, как разыграет прозу Достоевского московское театральное товарищество (ТТ) „814“, знаменитое экспериментами с русской классикой. Основанное в 1995 году Олегом Меньшиковым, оно ведет себя своеобразно: демонстративно игнорирует критику, приглашает на недешевые премьеры лишь избранных, не занимается интенсивной саморекламой, при этом получая неизменные аншлаги, и не ставит более одного спектакля раз в два года»[14].
- «В финальных сценах „1900“, когда речь идет о последних днях музыканта (он так и не спустился на сушу, оставшись единственным пассажиром, неприкаянным жителем на пустом заминированном судне), у Меньшикова появляется исповедальность, которая как бы не предусмотрена „по протоколу“ коммерческого зрелища, и не обязательна она вовсе. Живое чувство и живая же игра рождаются как-то случайно, как будто что-то вдруг задевает в душе артиста правильные и больные струны. Струны эти — одиночество, полный уход в свой внутренний мир, отказ от встречи с действительностью. Финал спектакля, в котором Тысячадевятисотый предпочел остаться один в своем океане, посреди мин на опустевшем лайнере, верный себе и своему искусству, Меньшиков играет с тихой грустью. Такие моменты искренности в театре всегда в дефиците, и здесь, в какие-то доли секунд ему удается схватить невидимое. Эти секунды убеждают, что артисту Меньшикову по плечу незаурядное. Остается надеяться, что этот кратковременный прорыв состоится вновь, и будет не секундным откровением в полуторачасовом речитативе, а целиком продуманной постановкой»[15].